# Boreoheptagyia legeri
Boreoheptagyia legeri är en tvåvingeart som först beskrevs av Maurice Emile Marie Goetghebuer 1933.  Boreoheptagyia legeri ingår i släktet Boreoheptagyia och familjen fjädermyggor. Inga underarter finns listade i Catalogue of Life.